# Horn (Adelsgeschlecht, Pasterwitz)

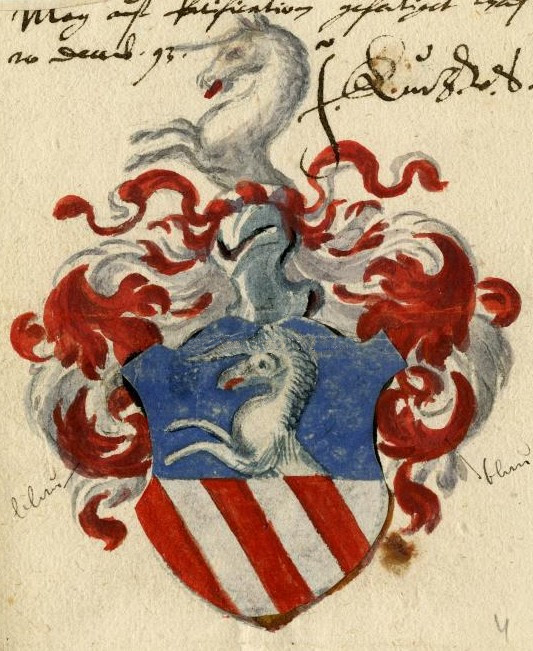
Stammwappen der Horn zu Pasterwitz von 1593

Horn (auch Horn und Pasterwitz) ist der Name eines erloschenen schlesischen Adelsgeschlechts.
Die Familie ist zu unterscheiden von einer Vielzahl anderer Geschlechter namens Horn (siehe Liste der Adelsgeschlechter namens Horn).

## Geschichte

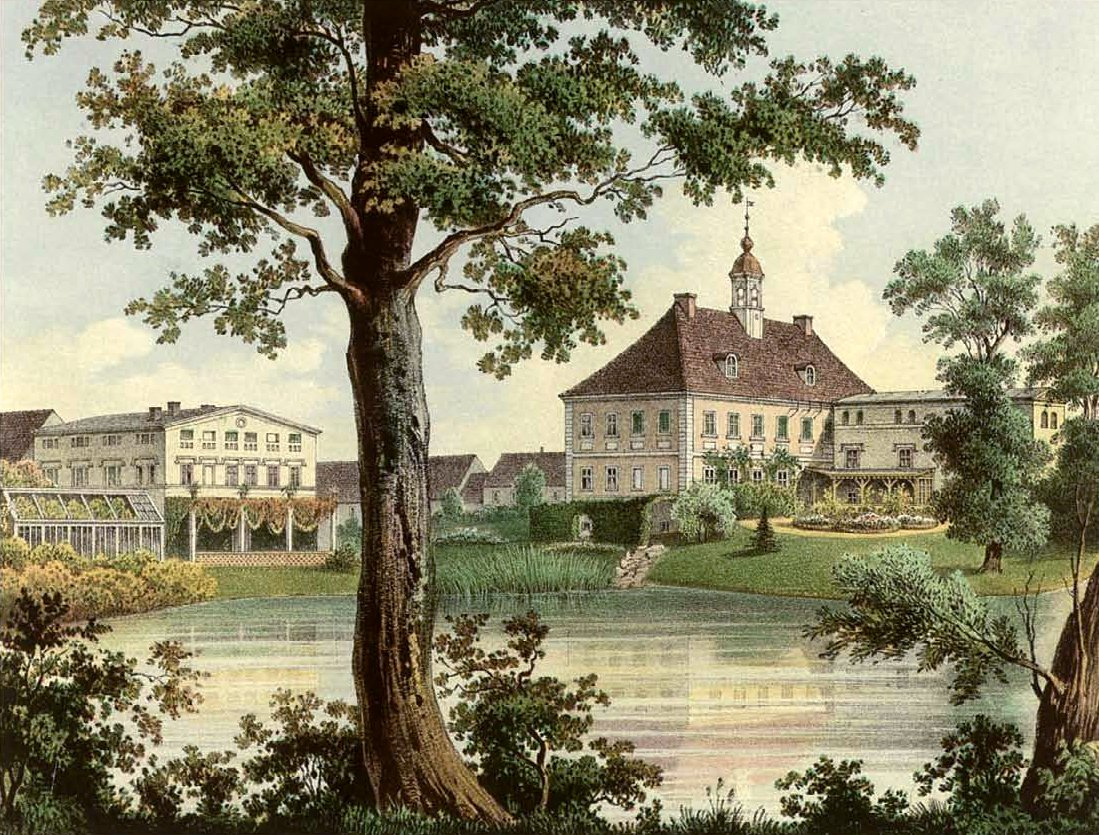
Schloss Pasterwitz um 1860, Sammlung Alexander Duncker

Das Geschlecht besaß das Gut Pasterwitz im Fürstentum Breslau. Am 20. Dezember 1593 erhielt Hans Horn(n), Bürger und Handelsmann zu Breslau, ein Wappen mit Lehenartikel verliehen. Im 17. und 18. Jahrhundert gehörte das Geschlecht zum schlesischen Adel. Laut Leopold von Zedlitz-Neukirch gehörte Karl Christoph von Horn, der am 26. April 1671 Freiherr wurde, zum Geschlecht. Nach Ernst Heinrich Kneschke und Leopold von Ledebur jedoch gehörte dieser tatsächlich zu dem gleichnamigen schlesischen Geschlecht Horn zu Pfaffendorf.
Im 19. Jahrhundert galt das Geschlecht als erloschen.

## Wappen
- Blasonierung des Stammwappens von 1593: Von Blau und Rot geteilt. Oben ein wachsendes silbernes Einhorn, unten 3 silberne Schräglinksbalken. Auf dem rot-silbern bewulsteten Helm mit rot-silbernen Helmdecken das silberne Einhorn wachsend.